# Clinopodium hydaspidis
Clinopodium hydaspidis là một loài thực vật có hoa trong họ Hoa môi. Loài này được (Falc. ex Benth.) Kuntze mô tả khoa học đầu tiên năm 1891.